# Daniel Chițigoi
Cristian-Daniel Chițigoi (ur. 10 marca 2005) – rumuński siatkarz, grający na pozycji przyjmującego, reprezentant kraju.
11 lipca 2023 roku Chițigoi został ogłoszony siatkarzem polskiego klubu Grupy Azoty ZAKSY Kędzierzyn-Koźle, z którym to związał się kilkuletnim kontraktem.
Chițigoi zadebiutował w seniorskiej reprezentacji Rumunii 1 czerwca 2021 w trakcie meczu w ramach Złotej Ligi Europejskiej przeciwko Ukrainie (1:3) w Zaporożu, mając wtedy 16 lat i 83 dni. 
Jest synem Cristiana Chițigoia, byłego siatkarza, reprezentanta Rumunii, a obecnie trenera i Radostiny Gradevy-Chitigoi, byłej siatkarki, reprezentantki Bułgarii. Jego dziadek Constantin Chițigoi również był siatkarzem i reprezentantem Rumunii z którą zajął m.in. 5. miejsce na Igrzyskach Olimpijskich w 1972, 4. miejsce na Mistrzostwach Europy w 1975 i 6. miejsce na Mistrzostwach Świata w 1974. Później był trenerem, m.in. reprezentacji Rumunii.
W 23. kolejce PlusLigi (2023/2024) po meczu wygranym z Barkomem-Każany Lwów zdobył statuetką MVP dla najlepszego zawodnika i równocześnie został najmłodszym zagranicznym zawodnikiem, który tę nagrodę dostał do tej pory w rozgrywkach PlusLigi.
| Daniel Chițigoi         | Daniel Chițigoi           | Daniel Chițigoi | Daniel Chițigoi | Daniel Chițigoi | Daniel Chițigoi | Daniel Chițigoi | Daniel Chițigoi | Daniel Chițigoi | Daniel Chițigoi | Daniel Chițigoi |
| ----------------------- | ------------------------- | --------------- | --------------- | --------------- | --------------- | --------------- | --------------- | --------------- | --------------- | --------------- |
| Pełne imię i nazwisko   | Cristian-Daniel Chițigoi  |                 |                 |                 |                 |                 |                 |                 |                 |                 |
| Wzrost                  | 203 cm                    |                 |                 |                 |                 |                 |                 |                 |                 |                 |
| Pozycja                 | przyjmujący               |                 |                 |                 |                 |                 |                 |                 |                 |                 |
| Informacje klubowe      |                           |                 |                 |                 |                 |                 |                 |                 |                 |                 |
| Klub                    | PGE GiEK Skra Bełchatów   |                 |                 |                 |                 |                 |                 |                 |                 |                 |
| Numer w klubie          |                           |                 |                 |                 |                 |                 |                 |                 |                 |                 |
| Kariera juniorska       |                           |                 |                 |                 |                 |                 |                 |                 |                 |                 |
| Lata                    | Klub                      |                 |                 |                 |                 |                 |                 |                 |                 |                 |
| 2019–2022               | Olimpia Titanii Bukareszt |                 |                 |                 |                 |                 |                 |                 |                 |                 |
| Kariera seniorska       |                           |                 |                 |                 |                 |                 |                 |                 |                 |                 |
| Lata                    | Klub                      |                 |                 |                 |                 |                 |                 |                 |                 |                 |
| 2022–2023               | Rapid Bukareszt           |                 |                 |                 |                 |                 |                 |                 |                 |                 |
| 2023–2025               | ZAKSA Kędzierzyn-Koźle    |                 |                 |                 |                 |                 |                 |                 |                 |                 |
| 2025–                   | PGE GiEK Skra Bełchatów   |                 |                 |                 |                 |                 |                 |                 |                 |                 |
| Kariera reprezentacyjna |                           |                 |                 |                 |                 |                 |                 |                 |                 |                 |
| Lata                    | Reprezentacja             |                 |                 |                 |                 |                 |                 |                 |                 |                 |
| 2021–                   | Rumunia                   |                 |                 |                 |                 |                 |                 |                 |                 |                 |

## Sukcesy klubowe
Superpuchar Polski:
- 2023[7]